# Diócesis de Iesi
La diócesis de Iesi o de Jesi (en latín: Dioecesis Aesina y en italiano: Diocesi di Jesi) es una circunscripción eclesiástica de la Iglesia católica en Italia. Se trata de una diócesis latina, sufragánea de la arquidiócesis de Ancona-Osimo. Desde el 20 de marzo de 2006 su obispo es Gerardo Rocconi.

## Territorio y organización

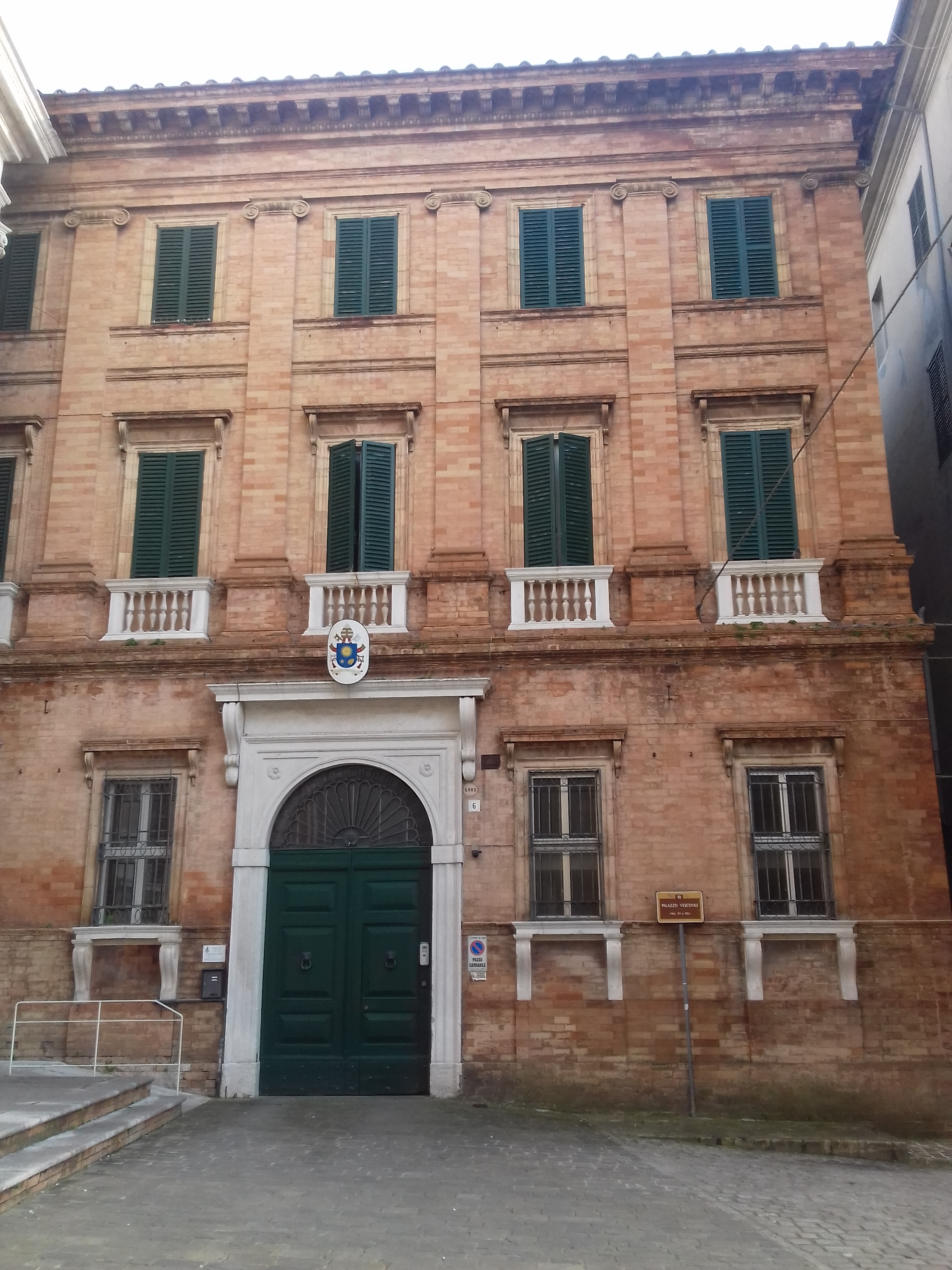
Palacio Episcopal del, con fachada de Raffaele Grilli, 1837

La diócesis tiene 315 km² y extiende su jurisdicción sobre los fieles católicos de rito latino residentes en parte de la provincia de Ancona en la región de Marcas, comprendiendo las comunas de: Castelbellino, Castelplanio, Cupramontana, Jesi, Maiolati Spontini, Monsano, Monte Roberto, Montecarotto, Poggio San Marcello, Rosora, San Marcello y San Paolo di Jesi, Santa Maria Nuova.

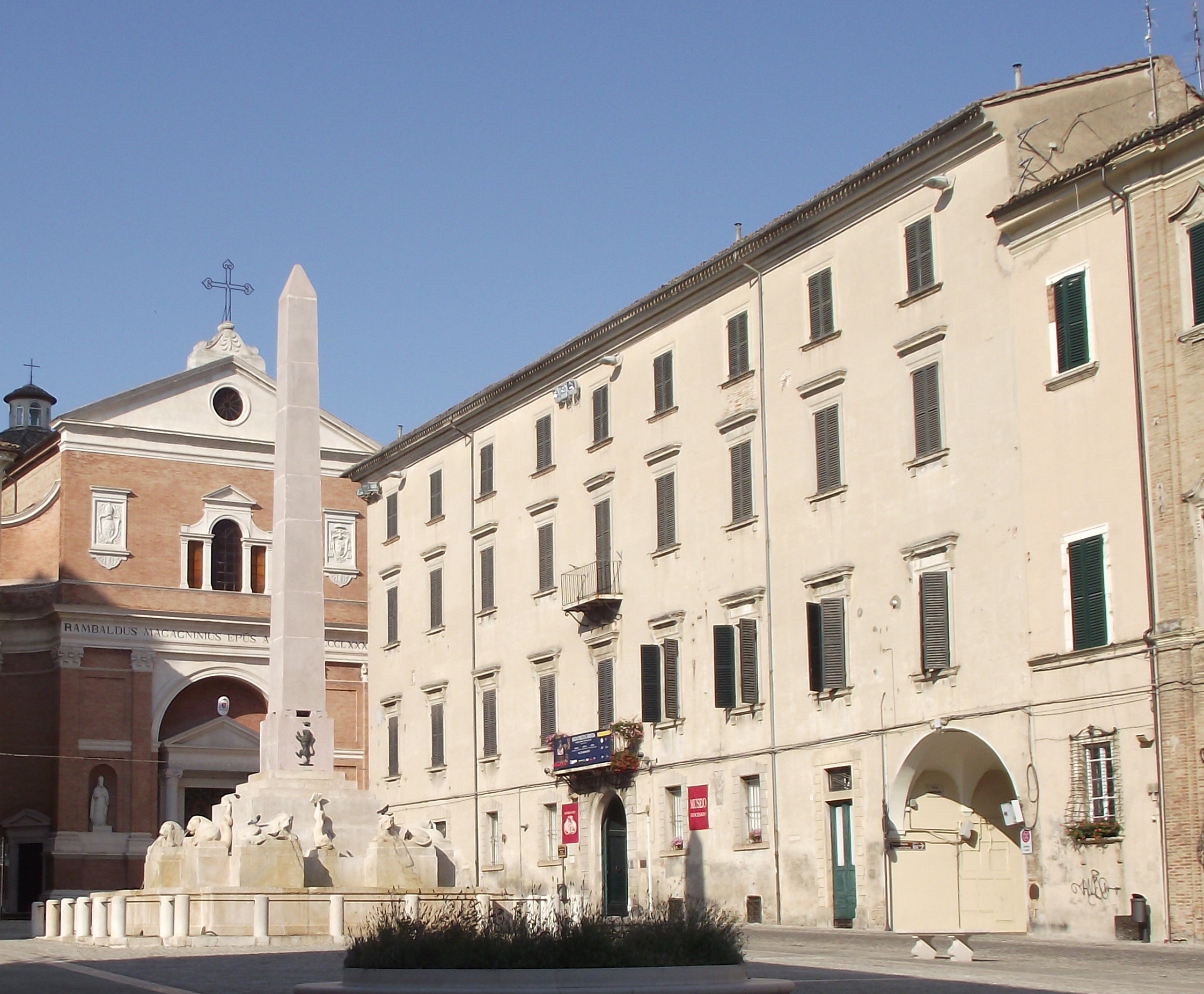
Palazzo Ripanti Nuovo de Iesi, antigua sede del seminario, alberga actualmente el museo diocesano

Confina al norte con la diócesis de Senigallia, al este y a sudeste con la arquidiócesis de Ancona-Osimo, al sur con la diócesis de Macerata y al sudoeste con la arquidiócesis de Camerino-San Severino Marche.
La sede de la diócesis se encuentra en la ciudad de Iesi, en donde se halla la Catedral basílica de San Septimio.
En 2021 en la diócesis existían 40 parroquias agrupadas en 4 zonas pastorales: Cupramontana, Jesi, Montecarotto y San Marcello-Santa Maria Nuova.

## Historia
La tradición atribuye la fundación de la Iglesia de Iesi a San Septimio , que fue consagrado obispo por el papa Marcelo I y enviado a predicar el Evangelio a esta ciudad, donde sufrió el martirio el 5 de septiembre de 307. El primer obispo históricamente verificado es Onesto, presente en el sínodo romano convocado por el papa Agatón el 27 de marzo de 680; sin embargo, la presencia cristiana en el territorio es anterior a esta época y está atestiguada por hallazgos arqueológicos que datan de los siglos VI y VII.
Hay poca información sobre la diócesis en el primer milenio cristiano y también lo son los nombres de los obispos locales. Excluyendo algunos obispos erróneamente atribuidos a la sede esina, hasta principios del siglo XIII sólo se conocían unos diez nombres de obispos, en gran parte gracias a su participación en los concilios celebrados en Roma por los pontífices. Entre ellos se recuerda al obispo Giovanni en 826, «a cuyo episcopado se remonta el nacimiento del cabildo catedralicio». La presencia cristiana en la zona está atestiguada por testimonios artísticos y arqueológicos y por la presencia de abadías benedictinas.
La catedral actual fue construida en el período suabo, período de particular florecimiento de la economía de Iesi, y fue consagrada en 1208 por los obispos de Ancona, Osimo, Numana y Fano en presencia del obispo esino Dago. El edificio fue terminado por Giorgio da Como en 1238.
Durante el siglo XIII la lucha entre güelfos y gibelinos también dañó gravemente la vida de la diócesis; hacia 1246 la división del cabildo catedralicio llevó a la elección de dos obispos, ambos excluidos por el pontífice; la sede permaneció vacante hasta el nombramiento de Crescenzio Tebaldi en 1252. En 1259 el papa Alejandro IV impuso un interdicto a la ciudad de Iesi, que también fue privada temporalmente de su obispado.
En el siglo XIV la diócesis se reorganizó en parroquias, sustituyendo la organización anterior basada en la presencia de numerosas abadías e iglesias parroquiales.
En el período postridentino emerge en particular la figura del obispo Gabriele del Monte (1554-1597), principal ejecutor de los decretos de reforma del Concilio de Trento en la diócesis. «Fue responsable de la nueva organización de la ciudad en parroquias. En 1563 se fundó el seminario, uno de los primeros en Italia. Bajo su mando se realizaron veintitrés visitas pastorales y la celebración de doce sínodos».
En el siglo XVIII, durante el episcopado de Antonio Fonseca (1724-1763), la catedral fue reconstruida en formas neoclásicas basadas en un diseño del arquitecto romano Filippo Barigioni; el nuevo edificio fue consagrado en 1741. El propio obispo «visitó la diócesis diez veces y convocó dos sínodos, realizó notables obras de renovación de los edificios religiosos y quiso, en 1743, un grandioso hospital para la ciudad».
La diócesis de Iesi permaneció inmediatamente sujeta a la Santa Sede hasta el 15 de agosto de 1972, cuando la sede arzobispal de Ancona fue elevada a la dignidad metropolitana y la de Iesi fue sufragánea.

## Estadísticas
Según el Anuario Pontificio 2022 la diócesis tenía a fines de 2021 un total de 66 070 fieles bautizados.
| Año                                                                             | Población            | Población | Población      | Sacerdotes | Sacerdotes    | Sacerdotes    | Bautizados por sacerdote | Diáconos permanentes | Religiosos | Religiosos | Parroquias |
| Año                                                                             | Bautizados católicos | Total     | % de católicos | Total      | Clero secular | Clero regular | Bautizados por sacerdote | Diáconos permanentes | Varones    | Mujeres    | Parroquias |
| ------------------------------------------------------------------------------- | -------------------- | --------- | -------------- | ---------- | ------------- | ------------- | ------------------------ | -------------------- | ---------- | ---------- | ---------- |
| 1950                                                                            | 73 000               | 74 000    | 98.6           | 102        | 68            | 34            | 715                      |                      | 42         | 101        | 27         |
| 1970                                                                            | ?                    | 73 000    | ?              | 89         | 60            | 29            | ?                        |                      | 41         | 106        | 38         |
| 1980                                                                            | 75 000               | 75 560    | 99.3           | 85         | 57            | 28            | 882                      |                      | 35         | 139        | 40         |
| 1990                                                                            | 75 000               | 76 000    | 98.7           | 82         | 53            | 29            | 914                      |                      | 33         | 98         | 41         |
| 1999                                                                            | 75 438               | 76 000    | 99.3           | 63         | 40            | 23            | 1197                     | 7                    | 48         | 79         | 41         |
| 2000                                                                            | 75 476               | 76 000    | 99.3           | 61         | 39            | 22            | 1237                     | 7                    | 38         | 70         | 38         |
| 2001                                                                            | 74 993               | 76 000    | 98.7           | 62         | 40            | 22            | 1209                     | 7                    | 30         | 62         | 41         |
| 2002                                                                            | 75 200               | 76 000    | 98.9           | 59         | 39            | 20            | 1274                     | 7                    | 28         | 65         | 41         |
| 2003                                                                            | 75 100               | 76 000    | 98.8           | 60         | 40            | 20            | 1251                     | 6                    | 26         | 64         | 41         |
| 2004                                                                            | 74 240               | 76 000    | 97.7           | 57         | 38            | 19            | 1302                     | 8                    | 30         | 45         | 41         |
| 2006                                                                            | 73 650               | 76 000    | 96.9           | 57         | 38            | 19            | 1292                     | 8                    | 32         | 39         | 41         |
| 2013                                                                            | 76 329               | 81 488    | 93.7           | 60         | 39            | 21            | 1272                     | 8                    | 28         | 30         | 41         |
| 2016                                                                            | 75 300               | 80 930    | 93.0           | 58         | 35            | 23            | 1298                     | 11                   | 26         | 22         | 41         |
| 2019                                                                            | 66 829               | 77 658    | 86.1           | 49         | 38            | 11            | 1363                     | 10                   | 13         | 18         | 40         |
| 2021                                                                            | 66 070               | 76 225    | 86.7           | 50         | 39            | 11            | 1321                     | 12                   | 13         | 18         | 40         |
| Fuente: Catholic-Hierarchy, que a su vez toma los datos del Anuario Pontificio. |                      |           |                |            |               |               |                          |                      |            |            |            |

## Episcopologio

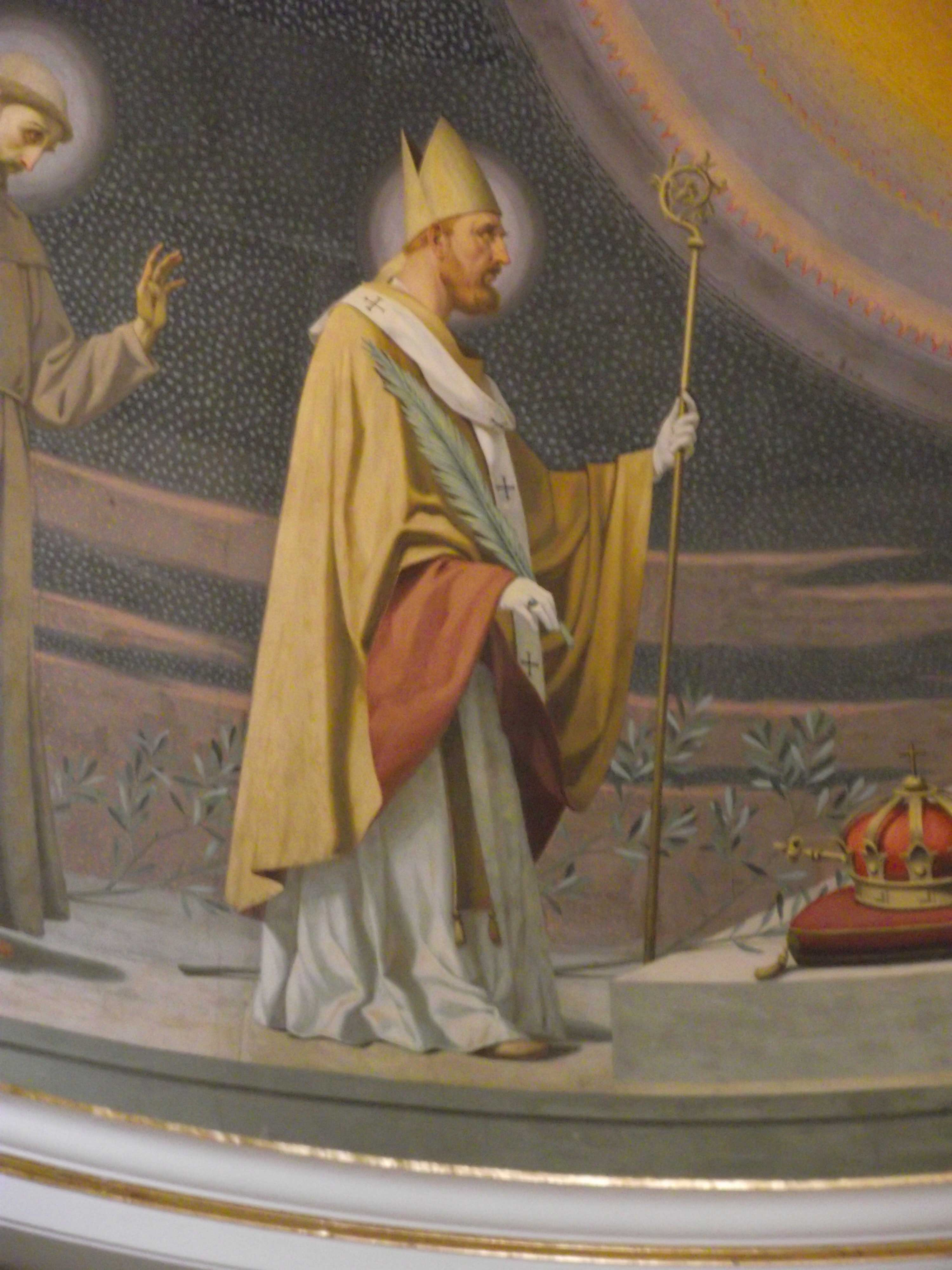
San Settimio, primer obispo de Iesi

- San Settimio † (?-5 de septiembre de 307 falleció)
- Marciano? † (antes de 501-después de 502)[nota 2]
- Calcompioso o Calempioso o Calunnioso? † (mencionado en 647)[nota 3]
- Onesto † (mencionado en 680)
- Pietro † (mencionado en 743)
- Giovanni † (mencionado en 826)
- Anastasio † (mencionado en 853)
- Eberardo † (mencionado en 967)
- Marziano? † (mencionado en 1027)[nota 4]
- Anónimo † (mencionado en 1146)
- Rinaldo † (antes de 1164-después de 1179)
- Grimoaldo † (mencionado en 1197)
- Crescenzio † (mencionado en 1207)
- Dago † (mencionado en 1208)[nota 5]
- Filippo † (?-23 de agosto de 1229 nombrado obispo de Fermo)
- Severino † (circa 1229-1245 falleció)
- Gualtiero, O.F.M. † (1246-?)
- Crescenzio Tebaldi, O.F.M. † (29 de abril de 1252-? falleció)
- Bonagiunta, O.F.M. † (15 de octubre de 1263-?)
- Uguccione † (12 de diciembre de 1267-?)
- Giovanni d'Uguccione † (antes de 1289-24 de marzo de 1295 nombrado obispo de Osimo)
- Leonardo (Patrasso?) † (24 de marzo de 1295-17 de junio de 1297 nombrado obispo de Aversa)[nota 6]
- Francesco degli Alfani † (26 de febrero de 1313-julio de 1342 falleció)
- Francesco Brancaleoni † (18 de julio de 1342-2 de mayo de 1350 nombrado obispo de Urbino)
- Niccolò da Pisa, O.E.S.A. † (3 de mayo de 1350-? falleció)
- Giovanni Zeminiani, O.P. † (26 de marzo de 1371-? falleció)
- Bernardo de Baysiaco, O.E.S.A. † (3 de octubre de 1373-?)
- Pietro Borghesi † (atestiguado en 1380 circa)
- Bernardo † (?-1391 falleció)[nota 7]
- Tommaso Pierleoni † (12 de julio de 1391-circa 1399 renunció)
- Luigi Francesco degli Alfani, O.S.B.Vall. † (2 de junio de 1400-1405 falleció)
- Giacomo Bonriposi † (7 de octubre de 1405-31 de enero de 1418 nombrado obispo de Narni)
- Biondo Conchi † (31 de enero de 1418-?)
- Lazzaro † (?-1425 falleció)
- Innocenzo † (30 de mayo de 1425-? falleció)
- Tommaso Ghisleri † (5 de octubre de 1463-6 de junio de 1505 falleció)
- Angelo Ripanti † (1505-1513 falleció)
- Pietro Paolo Venanzi † (2 de septiembre de 1513-después del 12 de diciembre de 1519 falleció)
- Antonio Venanzi † (después del 12 de diciembre de 1519 por sucesión-1540 falleció)
- Benedetto Conversini † (30 de julio de 1540-1553 falleció)
  - Pietro del Monte † (3 de julio de 1553-1554 renunció) (obispo electo)
- Gabriele del Monte † (19 de noviembre de 1554-25 de febrero de 1597 falleció)

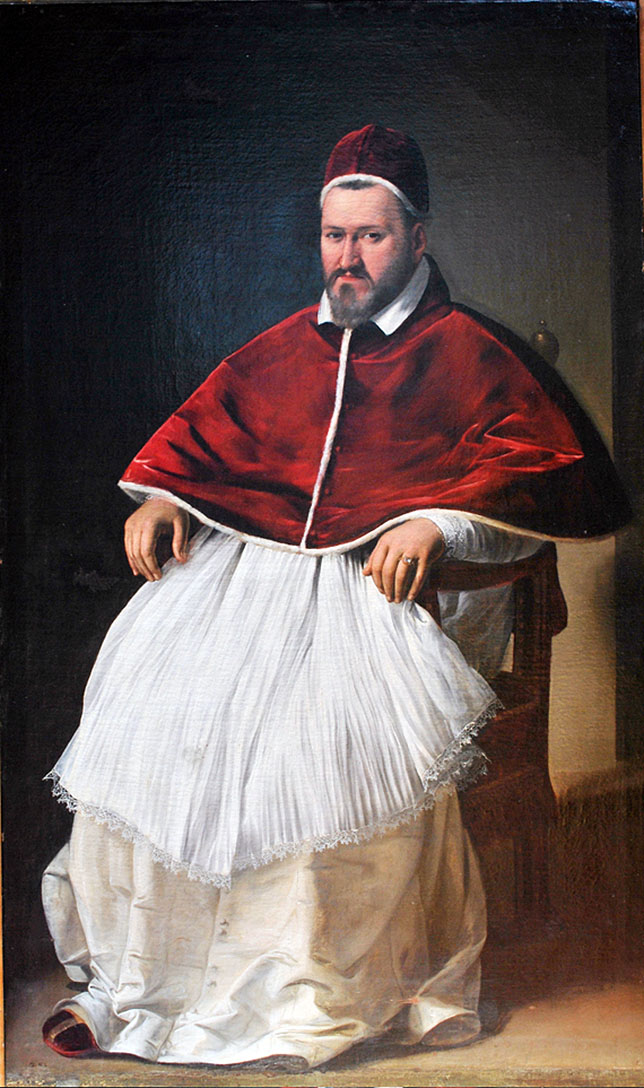
El papa Pablo V retratado por Caravaggio. Antes de su elección al trono de Pedro, había sido obispo de Jesi de 1597 a 1599

- Camillo Borghese † (14 de abril de 1597-2 de agosto de 1599 renunció, en seguida electo papa con el nombre de Paulo V)
- Marco Agrippa Dandini † (2 de agosto de 1599-20 de octubre de 1603 falleció)
- Pirro Imperioli † (28 de enero de 1604-1617 falleció)
- Marcello Pignatelli, C.R. † (13 de noviembre de 1617-1621 falleció)
- Tiberio Cenci † (24 de noviembre de 1621-26 de febrero de 1653 falleció)
- Giacomo Corradi † (21 de abril de 1653-24 de abril de 1656 renunció)
- Alderano Cybo-Malaspina † (24 de abril de 1656-10 de diciembre de 1671 renunció)
- Lorenzo Cybo † (14 de diciembre de 1671-17 de agosto de 1680 falleció)
- Pier Matteo Petrucci, C.O. † (14 de abril de 1681-21 de enero de 1696 renunció)
- Alessandro Fedeli † (20 de febrero de 1696-7 de abril de 1715 falleció)
- Francescantonio Giattini † (7 de diciembre de 1716-27 de septiembre de 1724 renunció)
- Antonio Fonseca † (20 de diciembre de 1724-9 de diciembre de 1763 falleció)
- Ubaldo Baldassini, B. † (9 de abril de 1764-antes del 2 de febrero de 1786 falleció)
  - Sede vacante (1786-1794)
- Giovanni Battista Bussi de Pretis † (21 de febrero de 1794-27 de junio de 1800 falleció)
- Giovanni Battista Caprara Montecuccoli † (11 de agosto de 1800-24 de mayo de 1802 nombrado arzobispo de Milán)
  - Sede vacante (1802-1804)
- Antonio Maria Odescalchi † (28 de mayo de 1804-23 de julio de 1812 falleció)
  - Sede vacante (1812-1817)
- Francesco Cesarei Leoni † (28 de julio de 1817-25 de julio de 1830 falleció)
  - Sede vacante (1830-1832)
- Francesco Tiberi Contigliano † (2 de julio de 1832-18 de mayo de 1836 renunció)
- Pietro Ostini † (11 de julio de 1836-19 de diciembre de 1841 renunció)
- Silvestro Belli † (24 de enero de 1842-9 de septiembre de 1844 falleció)
- Cosimo Corsi † (20 de enero de 1845-19 de diciembre de 1853 nombrado arzobispo de Pisa)
- Carlo Luigi Morichini † (23 de junio de 1854-24 de noviembre de 1871 nombrado arzobispo de Bolonia)
- Rambaldo Magagnini † (6 de mayo de 1872-23 de diciembre de 1892 falleció)
- Aurelio Zonghi † (12 de junio de 1893-9 de enero de 1902 renunció[nota 8])
- Giovanni Battista Ricci † (9 de junio de 1902-21 de julio de 1906 nombrado arzobispo de Ancona y Numana)
- Giuseppe Gandolfi † (26 de septiembre de 1906-14 de septiembre de 1927 falleció)
- Goffredo Zaccherini † (15 de junio de 1928-11 de mayo de 1934 renunció[nota 9])
- Carlo Falcinelli † (6 de septiembre de 1934-6 de noviembre de 1952 renunció[nota 10])
- Giovanni Battista Pardini † (7 de enero de 1953-30 de abril de 1975 renunció)
  - Sede vacante (1975-1978)[nota 11]
- Oscar Serfilippi, O.F.M.Conv. † (1 de marzo de 1978-20 de marzo de 2006 retirado)
- Gerardo Rocconi, desde el 20 de marzo de 2006